# Лёрцвайлер
Лёрцвайлер (нем. Lörzweiler) — община в Германии, в земле Рейнланд-Пфальц. 
Входит в состав района Майнц-Бинген. Подчиняется управлению Боденхайм.  Население составляет 2125 человек (на 31 декабря 2010 года). Занимает площадь 5,74 км².